# Aage Fredslund Andersen
Aage Fredslund Andersen, född 1904, död 1976, var en dansk målare och fotograf.

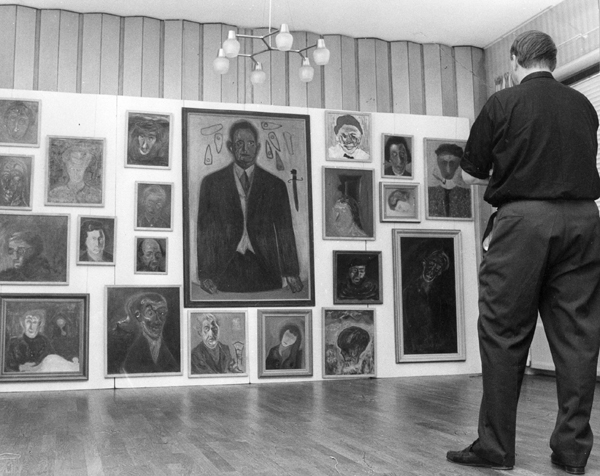
Från Aage Fredlund Andersens utställning på rådhuset i Århus 1964.

Fredslund Andersen arbetade som pressfotograf 1932–1940 för bland annat Aarhus Amtstidende och Demokraten, som båda gavs ut i Århus. Han började måla tidigt, och redan 1927 var han elev på den danska målaren Folmer Bonnéns målarskola. Han debuterade dock inte förrän 1937, då han skickat in och blivit uttagen att delta som utställare på Kunstnernes Efterårsudstilling.
Store norske leksikon beskriver Fredslund Andersens målningar som mörka och diffusa, och hans stil som romantiskt suggererande med säregna fantasier och stämningar.
Större samlingar av Fredslund Andersens målningar finns på Aarhus Business College i Århus och på Ebeltoft Bibliotek. Han är också representerad på Nasjonalmuseet for kunst, arkitektur og design i Oslo.